# Tôn Long
Tôn Long (tiếng Anh: John Lone, sinh ngày 13 tháng 10 năm 1952) là nam diễn viên, ca sĩ người Mỹ gốc Hoa được biết đến nhiều nhất với vai Phổ Nghi trong bộ phim Hoàng đế cuối cùng.
Năm 1976, anh vào vai một đầu bếp Trung Quốc trong bộ phim phiêu lưu King Kong: Truyền kỳ trùng sinh (金刚：传奇重生) và chính thức ra mắt. Năm 1981, với vở kịch sân khấu "F.O.B." và "The Dance and the Railroad" đã giành được giải thưởng Màn trình diễn xuất sắc nhất của Giải Obi lần thứ 25. Năm 1984, anh đóng vai chính trong bộ phim khoa học viễn tưởng Iceman. Năm 1985, đóng vai chính trong bộ phim thuộc thể loại điều tra tội phạm Year of the Dragon và được đề cử giải Quả cầu vàng Điện ảnh và Truyền hình Mỹ lần thứ 43 cho hạng mục Nam diễn viên phụ xuất sắc nhất.
Năm 1987, anh vào vai hoàng đế Phổ Nghi trong phim thuộc thể loại tiểu sử The Last Emperor và được đề cử Giải Quả cầu vàng Điện ảnh và Truyền hình Mỹ lần thứ 45 cho Nam diễn viên chính xuất sắc nhất thuộc hạng mục phim truyện. Năm 1989, Tôn Long giành được Giải thưởng Đặc biệt của Giải Kim Mã Điện ảnh Đài Loan lần thứ 26.
Năm 1993, anh vào vai chính trong bộ phim tình cảm M. Butterfly. Năm 1997, anh giành được giải thưởng Thành tựu trọn đời tại Liên hoan phim Quốc tế Capri Hollywood lần thứ 11; cùng năm đó, anh phát hành album nhạc tiếng Quan Thoại có tên Âm nhạc Tôn Long.
Năm 2001, bộ phim hành động Giờ Cao Điểm 2 do anh đóng vai phụ được công chiếu, cùng năm đó, anh đã giành được giải thưởng Kế thừa của Bào tàng Trung Hoa tại Mỹ (Museum of Chinese in America). Năm 2004, bộ phim cổ trang Càn Long và Hương Phi lấy bối cảnh thời nhà Thanh do anh đóng vai chính được phát sóng. Năm 2007, anh tham gia phim hành động tội phạm Cuộc chiến khốc liệt  và dần rút lui khỏi lĩnh vực điện ảnh.

## Tiểu sử
Tôn Long có tên tiếng Anh là John Lone. Lone là viết tắt của "Long" (rồng) trong tiếng Trung Quốc, nhưng là viết tắt của "Loneliness" (cô đơn) trong tiếng Anh. Nhiều thông tin cho rằng Tôn Long là người lai Âu Á  nhưng anh chưa từng xác nhận điều này.

### Thời thơ ấu
Tôn Long chưa bao giờ được gặp cha mẹ ruột của mình vì anh đã bị bỏ rơi khi mới sinh ra. Đó là ngày 13 tháng 10 năm 1952, đứa trẻ nằm trong cái giỏ tre và được đặt trước cửa một trại trẻ mồ côi ở Hồng Kông. Những người từ trại trẻ mồ côi đã tìm thấy một tấm thẻ ghi tên Ngô Quốc Lương (tiếng Anh: Ng Kwok Leung, tiếng Trung: 吳國良; Việt bính: ng4 gwok3 loeng4) trên đó. Nhân vật Trình Điệp Y trong phim Bá Vương Biệt Cơ cũng bị cha mẹ bỏ rơi, nhưng ít nhất anh đã được gặp mẹ và sống với bà vài năm. Nhưng Ngô Quốc Lương không có may mắn như vậy.
Cuối cùng anh được một người phụ nữ tàn tật gốc Thượng Hải nhận nuôi. Nhưng không xuất phát từ tình thương với đứa trẻ, mà vì việc nhận đứa trẻ được chính phủ trợ cấp. Bà lão người Thượng Hải không có khả năng kiếm tiền và rất tệ bạc với Ngô Quốc Lương, đánh đập, mắng nhiếc, ăn không đủ no. Đứa trẻ lớn lên chỉ ăn cơm trộn nước tương (酱油拌饭) mấy năm nên còi cọc, không lớn được, người gầy rộc đi.
Những đứa trẻ trên phố chế giễu anh là một đứa con hoang, Ngô Quốc Lương rất nỏng nảy, thường đấm chúng và đánh nhau với chúng. Khi đánh nhau không thể tránh khỏi đổ máu, những đứa trẻ khác được cha mẹ chữa trị vết thương, bà cụ sẽ không làm chuyện như vậy, chỉ có thể nhờ một người thợ may trên đường khâu lại vết thương. Một ngày nọ, bà đưa anh đến một trạm xe buýt và bảo anh lên xe một mình. Ý nghĩa rất rõ ràng: Ta không còn đủ khả năng cho con nữa, hãy đi đâu đó một mình và sống. Anh đứng đó không lên xe, nhìn bóng dáng bà cụ đi xa mà lòng oán hận. Bà cụ quay đầu lại sau ba bước và nhìn đứa trẻ: "Sao con vẫn chưa đi?". Hai người nhìn nhau vài giây, bà cụ bước lại, nắm tay anh rồi lại dắt về nhà.
Nhiều năm sau, có người hỏi Tôn Long, người đã trở thành một ngôi sao lớn, điều quan trọng nhất là gì? Tôn Long trả lời: "Không phải phim của tôi, không phải của cải của tôi, nhưng tôi vẫn có thể khóc thương cho bà lão đã nhận nuôi tôi".
Bà cụ không có tiền để cho anh đi học, nên bà chỉ có thể để anh đi lang thang. Có một quán trà bên cạnh nơi họ sống, anh thích chạy đến đó để xem phim trên TV đen trắng. Những cảnh đánh nhau tưởng như rất tai tiếng ngày nay lại rất hấp dẫn đối với một đứa trẻ. Anh bắt đầu nghĩ: Sẽ thật tuyệt khi trở thành một diễn viên vào một ngày nào đó. Thân bị giam cầm vì nghèo khó nhưng trí tưởng tượng được tự do bay bổng vì mải mê xem TV. Anh thường nhảy lên những túi rác chất cao thành đống và sử dụng nó như một sân khấu, thực hiện nhiều hành động khác nhau trên đó, tưởng tượng mình đang sống cuộc sống trong câu chuyện của bộ phim.
Bà cụ sau khi nhìn thấy liền bàn với những người khác: "Thằng nhóc này trông sáng sủa và thích bay nhảy, sao không gửi vào đoàn kịch. Dù sao cũng không phải trả tiền mà còn được chăm lo ăn uống và đọc sách, học được một kỹ năng nào đó." Vì vậy, Ngô Đức Lương đã được gửi đến Học viện Hí kịch Xuân Thu do nữ diễn viên kinh kịch nổi tiếng Phấn Cúc Hoa (粉菊花) mở để học nghệ thuật. Học nghệ thuật rất vất vả: các em bắt đầu tập vào lúc 7 giờ hàng ngày, ép chân, trồng cây chuối, hí kịch và tung hứng với dao và súng. Từ sáng đến tối, ngày này qua ngày khác, không lúc nào được nghỉ ngơi.
Sau khi trở nên nổi tiếng, Tôn Long cho biết: "Tôi đặc biệt muốn cảm ơn những năm tháng vất vả mà tôi không biết vì sao đã tạo nên những kỹ năng cơ bản cho tôi với tư cách là một diễn viên. Đồng thời, tôi cũng biết ơn bà cụ đã nhận nuôi tôi. Rốt cuộc, bà cũng không bắt tôi đi rửa bát thuê hay gì đó, lãng phí thời gian."
Tôn Long không biết chính xác ngày sinh của chính mình, vì vậy anh không bao giờ tổ chức sinh nhật. Anh nói: “Quan niệm về thời gian của tôi khác với những người khác, tôi không bao giờ cảm thấy thời gian trôi qua, cũng không quan tâm đến thời gian trôi qua. Những người không nghĩ rằng thời gian trôi qua có ý nghĩa giống người khác, nghĩa là sẽ không bao giờ già đi."

### Thời niên thiếu
Năm 10 tuổi, Tôn Long được gửi đến Đoàn kịch Xuân Thu của Hồng Kông để học Kinh kịch. Kể từ đó, anh sống trong đoàn. Vở kinh kịch đầu tiên mà anh đóng vai chính là Tôn Ngộ Không náo Hải Long Vương. Năm 13 tuổi, anh có cơ hội cùng đoàn kinh kịch đi biểu diễn ở nhiều nơi.
Vào đầu những năm 1970, Hãng phim Thiệu Thị ở Hồng Kông cũng muốn ký hợp đồng với Tôn Long làm diễn viên hợp đồng, khen anh là một người thích hợp, nhưng vì thích phim nước ngoài hơn vào thời điểm đó, vì vậy anh đã từ chối ký.
Năm 17 tuổi, anh được một gia đình người Mỹ hỗ trợ tài chính và đến Los Angeles để học tập và nghiên cứu về sân khấu. Thời gian đầu, anh theo học một trường ngôn ngữ để học tiếng Anh, để trang trải học phí, anh rửa bát, làm bếp và trông cửa hàng, làm việc vào ban ngày và học tập vào ban đêm. Anh học rất nhanh và không mất nhiều thời gian để trả lời trôi chảy các câu hỏi với người nước ngoài.
"Giống như học Kinh kịch, chúng ta không chỉ nói bằng miệng mà còn nhìn bằng mắt và nghe bằng tai. Nói tóm lại, chúng ta dùng toàn bộ cơ thể để cảm nhận."
Ông gọi đây là "học tập nhập vai", tức là mở rộng hoàn toàn sáu giác quan và ngũ uẩn của mình để cảm nhận những điều kỳ lạ đó, nhờ đó ông sẽ học được những điều mới một cách nhanh chóng. Trong khi học ngôn ngữ, anh thường đến trường Cao đẳng Cộng đồng Santa Ana ở Nam California để học diễn xuất, khiêu vũ, kịch câm và võ thuật.
Trong một lần đến San Francisco, Tôn Long đã thi đậu vào một công ty kịch nghệ chỉ có hai suất tại Hoa Kỳ nhưng anh đã từ chối hợp đồng làm việc ba năm để cải thiện năng lực của mình. Vài năm sau, Tôn Long được nhận vào Học viện Nghệ thuật Sân khấu Hoa Kỳ thông qua chương trình vừa học vừa làm.

## Sự nghiệp
Những ngày đầu, Tôn Long đóng một số vai nhỏ trong showbiz Hollywood. Ngoài ra, anh cũng hoạt động tích cực tại các nhà hát lớn ở New York.
Năm 1981, Tôn Long biểu diễn vở kịch "F.O.B." tại New York và giành giải Obie Awards cho Nam diễn viên chính xuất sắc nhất năm đó. Giải thưởng Obi là viết tắt của Off-Broadway Drama Award.
Năm 1982, anh làm đạo diễn và diễn xuất trong vở kịch sân khấu thứ hai "The Dance And The Railroad". Vở kịch kể về hai người lao động Trung Quốc bị cuốn vào một cuộc đình công khi đang làm việc để xây dựng tuyến đường sắt xuyên lục địa đầu tiên của Bắc Mỹ ở California vào năm 1867. Để vượt qua giai đoạn này, các chàng trai trẻ gặp nhau vào mỗi buổi tối để tập luyện bộ môn kinh kịch Trung Quốc và mơ về lời hứa giàu có khó nắm bắt của nước Mỹ. Các hành động và cách nói chuyện thường hài hước, nhưng cuối cùng, ông Hwang đã đập tan ảo tưởng của các nhân vật của mình về cả thế giới mới mà họ được thừa hưởng và thế giới cũ mà họ đã bỏ lại.
Đồng thời, anh chủ trì công việc biên đạo và sáng tác, và một lần nữa giành được giải Obi cho Nam diễn viên chính xuất sắc nhất, và vở kịch được chọn làm chương trình kỷ niệm lễ Shakespeare ở New York.

## Phim tham gia

### Phim điện ảnh
| Tên phim                                | Năm  | Vai diễn                   | Đạo diễn                        | Chú thích                                                             |
| --------------------------------------- | ---- | -------------------------- | ------------------------------- | --------------------------------------------------------------------- |
| King Kong                               | 1976 | Andy the Cook              | John Guillermin                 |                                                                       |
| Americathon                             | 1979 | Người đàn ông Trung Quốc   | Neal Israel                     |                                                                       |
| Iceman                                  | 1984 | Charlie                    | Fred Schepisi                   |                                                                       |
| Năm rồng (龙年)                         | 1985 | Joey Tai (Joey Thái)       | Michael Cimino                  | Được đề cử Giải Quả cầu vàng - Nam diễn viên phụ xuất sắc nhất        |
| Echoes of Paradise                      | 1987 | Raka                       | Philip Noyce                    |                                                                       |
| Hoàng đế cuối cùng                      | 1987 | Phổ Nghi (trưởng thành)    | Bernardo Bertolucci             | Được đề cử Giải Quả cầu vàng - Nam diễn viên chính xuất sắc nhất      |
| The Moderns                             | 1988 | Bertram Stone              | Alan Rudolph                    | Được đề cử Giải Tinh thần độc lập - Nam diễn viên chính xuất sắc nhất |
| Shadow of China (Long tại Trung Hoa)    | 1989 | Henry Wong                 | Mitsuo Yanagimachi              |                                                                       |
| M. Butterfly (Hồ điệp quân)             | 1993 | Song Liling (Tống Lệ Linh) | David Cronenberg                |                                                                       |
| The Shadow                              | 1994 | Shiwan Khan                | Russell Mulcahy                 |                                                                       |
| The Hunted                              | 1995 | Kinjo                      | J.F. Lawton                     |                                                                       |
| Nhiệt huyết tối cường (Task Force)      | 1997 | Thug                       | Patrick Leung (Lương Bách Kiên) | Vai diễn khách mời                                                    |
| Giờ cao điểm 2                          | 2001 | Ricky Tan (里基·唐)        | Brett Ratner                    |                                                                       |
| Tự ngu tự lạc (Bamboo Shoot) (自娱自乐) | 2004 | Mễ Kế Hồng (米继红)        | Lý Hân                          |                                                                       |
| Cuộc chiến khốc liệt (War)              | 2007 | Li Chang (Trương)          | Philip G. Atwell                |                                                                       |

### Phim truyền hình
| Tên phim                                 | Năm  | Vai diễn       | Chú thích        |
| ---------------------------------------- | ---- | -------------- | ---------------- |
| Kate Bliss and the Ticker Tape Kid       | 1978 | Người hầu      |                  |
| A Man Called Sloane                      | 1981 | Người hàng xóm | Phim truyền hình |
| Đội cảnh sát Hill Street                 | 1981 | Người hàng xóm | Phim truyền hình |
| Shanghai 1920 (Thượng Hải 1920)          | 1991 | Billy Fong     |                  |
| Càn Long và Hương phi (乾隆与香妃)       | 2004 | Càn Long       | Phim truyền hình |
| Paper Moon Affair                        | 2005 | Chồng Keiko    |                  |
| Khang Hi vi hành phần 5 康熙微服私访记5) | 2007 | Khang Hi       | Phim truyền hình |